# توایوو سالونن
توایوو سالونن (انگلیسی: Toivo Salonen; ۲۱ مهٔ ۱۹۳۳ – ۲۸ اکتبر ۲۰۱۹) اسکیت‌باز سرعت اهل فنلاند بود.